# 崇川区
崇川区（すうせん-く）は中華人民共和国江蘇省南通市に位置する市轄区。

## 行政区画
- 街道:城東街道、和平橋街道、任港街道、新城橋街道、虹橋街道、学田街道、鍾秀街道、文峰街道、観音山街道、狼山鎮街道、中興街道、新開街道、竹行街道、江海街道、小海街道、永興街道、唐閘鎮街道、天生港鎮街道、秦竈街道、陳橋街道、幸福街道

## 施設
- 南通文廟